# Pärlsköldlöss
Pärlsköldlöss (Margarodidae) är en familj av insekter. Enligt Catalogue of Life ingår pärlsköldlöss i överfamiljen sköldlöss, ordningen halvvingar, klassen egentliga insekter, fylumet leddjur och riket djur, men enligt Dyntaxa är tillhörigheten istället ordningen halvvingar, klassen egentliga insekter, fylumet leddjur och riket djur. Enligt Catalogue of Life omfattar familjen Margarodidae 428 arter. 

## Bildgalleri

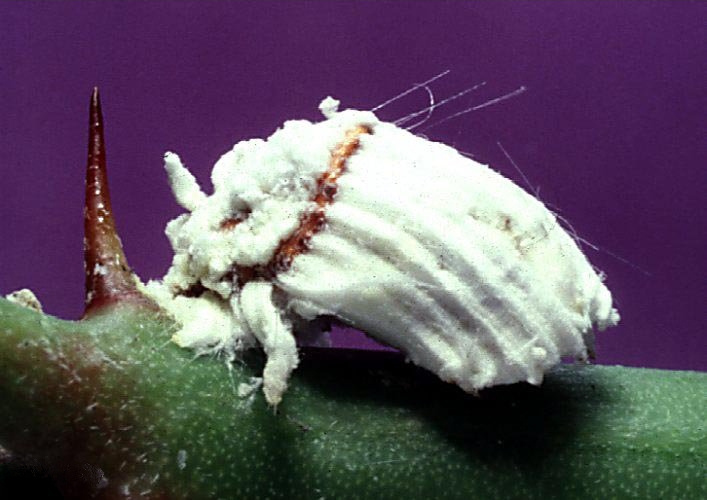
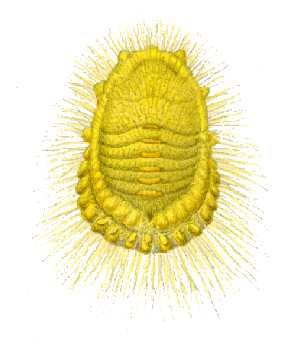
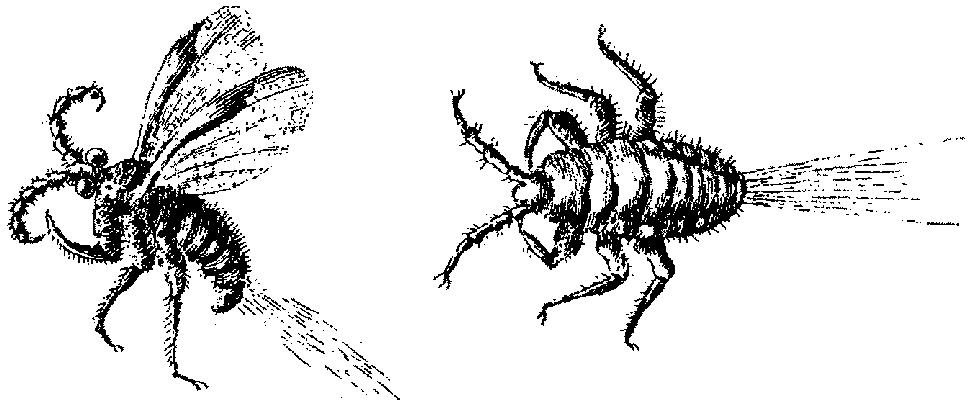

## Dottertaxa till pärlsköldlöss, i alfabetisk ordning[1][2]
- Afrodrosicha
- Araucaricoccus
- Aspidoproctus
- Auloicerya
- Buchnericoccus
- Callipappus
- Coelostomidia
- Conifericoccus
- Crypticerya
- Cryptokermes
- Desmococcus
- Dimargarodes
- Drosicha
- Drosichoides
- Echinicerya
- Ecuadortonia
- Eomatsucoccus
- Etropera
- Eumargarodes
- Eurhizococcus
- Gigantococcus
- Gueriniella
- Gullania
- Hemaspidoproctus
- Heteromargarodes
- Icerya
- Insulococcus
- Jansenus
- Kuwania
- Labioproctus
- Laurencella
- Lecaniodrosicha
- Llaveia
- Llaveiella
- Marchalina
- Margarodes
- Margarodesia
- Matesovia
- Matsucoccus
- Melaleucococcus
- Mimosicerya
- Misracoccus
- Modicicoccus
- Monophlebidus
- Monophleboides
- Monophlebulus
- Monophlebus
- Nautococcus
- Neocoelostoma
- Neogreenia
- Neohodgsonius
- Neomargarodes
- Neosteingelia
- Nietnera
- Nodulicoccus
- Palaeococcus
- Paracoelostoma
- Peengea
- Perissopneumon
- Pityococcus
- Platycoelostoma
- Porphyrophora
- Protortonia
- Pseudaspidoproctus
- Sishania
- Steatococcus
- Steingelia
- Stigmacoccus
- Stomacoccus
- Termitococcus
- Tessarobelus
- Ultracoelostoma
- Walkeriana
- Vrydagha
- Xylococculus
- Xylococcus